# Patricia Ortúzar
Patricia Verónica Ortúzar (Argentina, 27 de maio de 1975) é uma geógrafa e especialista em regiões polares argentina.
Foi diretora da Administração do Ambiente e Programa de Turismo, parte da Direção Nacional da Antártida (DNA). Em julho de 2020, passou a atuar como diretora da própria DNA, além de ser vice-presidente do Comitê para Proteção do Meio Ambiente (CEP) do Tratado da Antártida.

## Carreira e atuação
Como chefe do Programa de Gestão Ambiental da DNA, Ortúzar trabalhou no desenvolvimento de políticas para a proteção do meio antártico e a regulamentação do turismo na região. Além de implementar e aplicar tais políticas dentro do Programa Antártico Argentino, conduziu seminários e ações de educação para o pessoal que viaja à Antártida, avaliando o impacto ambiental e controlando as atividades de turismo.
Ortúzar representou a Argentina em fóruns internacionais como Reuniões de Administradores de Programas Antárticos Latinoamericanos (RAPAL) e nas Reuniões Consultivas do Tratado Antártico (ATCM). Ortúzar também é parte do Grupo Editorial do Portal da Região Antártica e coautora de um capítulo em Protección del Entorno Antártico, além de ter participado da construção de recursos educacionais infantis, intitulados Antártida educa.